# ليكيب (صحيفة)
صحيفة لِيكِيب (بالفرنسية: L'equipe)‏، هي صحيفة يومية رياضية فرنسية متخصصة في تغطية مختلف الألعاب الرياضية. تأسست في 1896 في فرنسا. وهي ملك لمجموعة فيليب أموري للنشر.

## التاريخ

### لو أوتو- فيلو
تدين لو أوتو وبالتالي ليكيب بحياتها إلى فضيحة فرنسية في القرن التاسع عشر تتعلق بالجندي ألفريد دريفوس. مع إيحاءات معاداة السامية والبارانويا بعد الحرب، اتُهم دريفوس ببيع الأسرار إلى الألمان، العدو القديم لفرنسا.
أصرت أطراف مختلفة من المجتمع على أنه مذنب أو بريء - تمت تبرئته في النهاية ولكن فقط بعد أن طردته محاكمات مزورة إلى معسكر سجن في الجزيرة - اقترب الانقسام من حرب أهلية ولا يزال له أصداء في المجتمع الفرنسي الحديث.
أكبر صحيفة رياضية فرنسية، لو فيلو، خلطت الرياضة بالسياسة. اعتقد محررها، بيير جيفارد، أن درايفوس بريء وقال ذلك، مما أدى إلى خلاف حاد مع معلنيه الرئيسيين. وكان من بينهم صانع السيارات كونت دي ديون والصناعيين ادولف كليمان وإدوارد ميشلان.
بعد إحباطهم من سياسات جيفارد، خططوا لإنشاء جريدة منافسة. كان المحرر هنري ديجرانج، راكب درجات سابق، والذي نشر كتابًا عن تكتيكات ركوب الدراجات والتدريب وكان يعمل ككاتب دعاية لكليمان. كان ديجرانج شخصية قوية لكنه كان يفتقر إلى الثقة.

### لو أوتو
بعد ثلاث سنوات من تأسيس لو أوتو- فيلو في عام 1900، قررت محكمة في باريس أن العنوان قريب جدًا من منافسها الرئيسي، لو فيلو. وهكذا تم حذف الإشارة إلى لو فيلو وأصبحت الجريدة الجديدة تسمي ببساطة لو أوتو. تمت طباعتها على ورق أصفر لأن جيفارد استخدم اللون الأخضر.
أثبت سباق فرنسا للدراجات نجاح الصحيفة؛ قفز التوزيع من 25000 قبل جولة 1903 إلى 65000 بعد ذلك؛ في عام 1908، عزز السباق التوزيع لتتجاوز ربع مليون، وخلال جولة عام 1923 كانت تبيع 500000 نسخة في اليوم. كان التوزيع القياسي الذي ادعاه ديجرانج هو 854000، تم تحقيقه خلال جولة عام 1933.
توفي ديجرانج في عام 1940 وانتقلت الملكية إلى تحالف ألماني. بدأت الجريدة في طباعة التعليقات المؤيدة للنازيين المحتلين، وبالتالي أغلقت أبوابها مع عودة السلام، مثل جميع الصحف الأخرى التي طبعت تحت حكم الألمان.

### ليكيب
في عام 1940، أعقب جاك جوديت ديجرانج كمحرر ومنظم اسمي لسباق فرنسا للدراجات. كان جاك جوديت نجل فيكتور جوديت، أول مدير مالي لشركة لو أوتو. دافع جوديت عن دور صحيفته في قضية رفعتها الحكومة الفرنسية، ولكن لم يتم تطهيرها بالكامل في ذهن الجمهور من كونها قريبة من الألمان أو من رئيس الدولة الفرنسية، فيليب بيتان.
سُمح بنشر صحيفة لاحقة تسمى ليكيب. احتلت أماكن على الجانب الآخر من الطريق حيث كانت تتواجد لو أوتو، في مبنى كان مملوكًا بالفعل لشركة لو أوتو، على الرغم من أن أصول الصحيفة قد تم حجزها من قبل الدولة. كان أحد شروط النشر التي فرضتها الدولة هو أن تستخدم ليكيب ورقة بيضاء بدلاً من اللون الأصفر، والتي كانت مرتبطة ارتباطًا وثيقًا بلو أوتو.
نُشرت الصحيفة الجديدة ثلاث مرات في الأسبوع اعتبارًا من 28 فبراير 1946. منذ عام 1948 تم نشرها يوميا. استفادت الصحيفة من زوال منافسيها، ليلان، ولو سبورت. تغطيتها لسباقات السيارات تلمح إلى أصل الصحيفة من خلال طباعة الكلمات لو أوتو في رأس الصفحة بالطباعة المستخدمة في العنوان الرئيسي لصحيفة ما قبل الحرب.
في عام 1968 تم شراء ليكيب من قبل إيميليان أماوري، مؤسس إمبراطورية النشر الأموري. من بين الكتاب الأكثر احترامًا في لاكيب كان بيير تشاني وأنطوان بلوندين وغابرييل هانوت.
أدت وفاة إميلين أموري في عام 1977 إلى معركة قانونية دامت ست سنوات حول الميراث بين ابنه وابنته. تم تسوية هذا الأمر في النهاية وديًا مع امتلاك فيليب أماوري للصحف اليومية بينما كانت أخته تمتلك مجلات مثل ماري فرانس وبوينت دي فيو. عند وفاة فيليب في عام 2006، انتقلت ملكية المجموعة إلى أرملته ماري أوديل وأطفالهم.
كانت النسخة الأكثر مبيعًا هي نسخة 13 يوليو 1998، في اليوم التالي لفوز منتخب فرنسا لكرة القدم بكأس العالم. باعت الصحيفة 1,645,907 نسخة. في 3 يوليو 2000، حققت الجريدة ثاني أفضل مبيعات لها بعد فوز فرنسا ببطولة كرة القدم الأوروبية وباعت الصحيفة 1,255,633 نسخة.

## المدراء
- 1946-1984: جاك جوديت
- 1984-1993: جان بيير كوركول
- 1993-2002: بول روسيل
- 2003-2008: كريستوف تشينوت
- 2008-: فرانسوا مورينيير

## المحررين
- 1946-1954: مارسيل أوجيه
- 1954-1970: جاستون ماير
- 1970-1980: إدوارد سيدلر
- 1980-1987: روبرت بارينتي
- 1987-1989: هنري جارسيا
- 1989-1990: نويل كوديل
- 1990-1992: جيرار إرنو
- 1993-2003: مكتب جيروم
- 2003-: كلود دروسنت وميشيل دالوني

## أفضل 50 لاعبي كرة قدم أمريكا الجنوبية في التاريخ
|    | الاعب                | البلد      |
| -- | -------------------- | ---------- |
| 1  | بيليه                | البرازيل   |
| 2  | دييغو مارادونا       | الأرجنتين  |
| 3  | ليونيل ميسي          | الأرجنتين  |
| 4  | جارينشا              | البرازيل   |
| 5  | رونالدو              | البرازيل   |
| 6  | ألفريدو دي ستيفانو   | الأرجنتين  |
| 7  | آرثر فريدينرايخ      | البرازيل   |
| 8  | زيكو                 | البرازيل   |
| 9  | عمر سيفوري           | الأرجنتين  |
| 10 | روماريو              | البرازيل   |
| 11 | ليونيداس             | البرازيل   |
| 12 | كافو                 | البرازيل   |
| 13 | خوان ألبرتو سيكافينو | الأوروغواي |
| 14 | أدولفو               | الأرجنتين  |
| 15 | توستاو               | البرازيل   |
| 16 | جيلما سانتوس         | البرازيل   |
| 17 | ماريو كيمبس          | الأرجنتين  |
| 18 | غييرمو ستابيلي       | الأرجنتين  |
| 19 | سقراط                | البرازيل   |
| 20 | أوبدوليو فاريلا      | الأوروغواي |
| 21 | ريفيلينو             | البرازيل   |
| 22 | أليسيدس غيغيا        | الأوروغواي |
| 23 | دانييل باساريلا      | الأرجنتين  |
| 24 | بيبيتو               | البرازيل   |
| 25 | توفيلو كوبيلاس       | بيرو       |
| 26 | إلياس فيغيروا        | تشيلي      |
| 27 | أوبالدو              | الأرجنتين  |
| 28 | ريفالدو              | البرازيل   |
| 29 | إنزو فرانسيسكولي     | الأوروغواي |
| 30 | ديدي                 | البرازيل   |
| 31 | خورخي بوروتشاجا      | الأرجنتين  |
| 32 | جارزينيو             | البرازيل   |
| 33 | فافا                 | البرازيل   |
| 34 | رونالدينيو           | البرازيل   |
| 35 | غابرييل باتيستوتا    | الأرجنتين  |
| 36 | كارلوس فالديراما     | كولومبيا   |
| 37 | جيلمار               | البرازيل   |
| 38 | خافيير زانيتي        | الأرجنتين  |
| 39 | روبرتو كارلوس        | البرازيل   |
| 40 | نيمار                | البرازيل   |
| 41 | لويس سواريز          | الأوروغواي |
| 42 | خاميس رودريغيز       | كولومبيا   |
| 43 | روبيرتو أيالا        | الأرجنتين  |
| 44 | كاكا                 | البرازيل   |
| 45 | إيفان زامورانو       | تشيلي      |
| 46 | ويلينجتون أورتيز     | كولومبيا   |
| 47 | راداميل فالكاو       | كولومبيا   |
| 48 | خوسيه لويس تشيلافيرت | باراغواي   |
| 49 | دييغو فورلان         | الأوروغواي |
| 50 | ايفان هورتادو        | الإكوادور  |

## روابط خارجية
- الموقع الرسمي (بالفرنسية)